# メニフィー郡 (ケンタッキー州)
メニフィー郡（英: Menifee County）は、アメリカ合衆国ケンタッキー州の北東部に位置する郡である。2010年国勢調査での人口は6,306人であり、2000年の6,556人から3.8%減少した。郡庁所在地はフレンチバーグ（人口486人）であり、同郡で人口最大かつ唯一の法人化された都市でもある。郡名はアメリカ合衆国下院議員を務めたリチャード・ヒックマン・メニフィーに因んで名付けられた。ただし、綴りは "Menefee" から "Menifee" に変えられた。メニフィー郡はドライ郡（禁酒郡）である。
メニフィー郡はカンバーランド高原の麓丘陵部に位置している。マウントスターリング小都市圏に属している。

## 歴史
メニフィー郡は1869年5月29日に、バス郡、モンゴメリー郡、モーガン郡、パウエル郡、ウルフ郡のそれぞれ一部を合わせて設立された。
2008年アメリカ合衆国大統領選挙では、過半数の有権者が民主党のバラク・オバマに投票したことでは、ケンタッキー州の中で8郡しかない中の1つになった。

## 地理
アメリカ合衆国国勢調査局に拠れば、郡域全面積は206.03平方マイル (533.6 km2)であり、このうち陸地203.90平方マイル (528.1 km2)、水域は2.13平方マイル (5.5 km2)で水域率は1.03%である。
メニフィー郡は山岳部にあり、森が深い。土地の大半はダニエル・ブーン国立の森に入っている。約10%が耕作地であり、州内120郡の中で農業生産高では第102位である。

### 隣接する郡
- バス郡- 北
- ローワン郡 - 北東
- モーガン郡 - 東
- ウルフ郡 - 南
- パウエル郡 - 南西
- モンゴメリー郡 - 西

### 国立保護地域
- ダニエル・ブーン国立の森（部分）

## 人口動態
以下は2000年国勢調査による人口統計データである。
| 基礎データ - 人口: 6,556人 - 世帯数: 2,537 世帯 - 家族数: 1,900 家族 - 人口密度: 12人/km2（32人/mi2） - 住居数: 3,710軒 - 住居密度: 7軒/km2（18軒/mi2） 人種別人口構成 - 白人: 97.64% - アフリカン・アメリカン: 1.37% - ネイティブ・アメリカン: 0.112% - アジア人: 0.03% - 太平洋諸島系: 0.02% - その他の人種: 0.14% - 混血: 0.69% - ヒスパニック・ラテン系: 1.11% 年齢別人口構成 - 18歳未満: 24.9% - 18-24歳: 10.1% - 25-44歳: 28.1% - 45-64歳: 25.2% - 65歳以上: 11.8% - 年齢の中央値: 36歳 - 性比（女性100人あたり男性の人口） - 総人口: 101.8 - 18歳以上: 98.1 | 世帯と家族（対世帯数） - 18歳未満の子供がいる: 32.0% - 結婚・同居している夫婦: 62.4% - 未婚・離婚・死別女性が世帯主: 8.8% - 非家族世帯: 25.1% - 単身世帯: 22.1% - 65歳以上の老人1人暮らし: 9.1% - 平均構成人数 - 世帯: 2.49人 - 家族: 2.88人 収入と家計 - 収入の中央値 - 世帯: 22,064米ドル - 家族: 26,325米ドル - 性別 - 男性: 25,670米ドル - 女性: 17,014米ドル - 人口1人あたり収入: 11,399米ドル - 貧困線以下 - 対人口: 29.6% - 対家族数: 23.4% - 18歳未満: 38.5% - 65歳以上: 23.4% |

## 都市と町
| - フレンチバーグ - 郡庁所在地 - デニストン - コリア - マリバ - ミーンズ | - ポメロイトン - スクラントン - サディス - ウェリントン |